# Кафяв здравец
Кафявият здравец (Geranium phaeum) е многогодишно тревисто растение от рода Здравец. На височина израства между 30 и 60 см. Цъфти от май до юли с тъмновиолетови, почти кафяви цветове. Семената му съзряват обикновено към август.
В диво състояние се среща в Средна и Южна Европа. Видът е особено популярен в Белгия, Люксембург и Холандия, където често може да се види засаден в градини и паркове.
Два от известните сортове на кафявия здравец са Samobor, който се отличава с характерната окраска на листата си (в центъра са на кафяви петна, а към периферията са зелени), и Spring Time, при който листата в началото на пролетта са почти бели с едва загатнат зеленикав нюанс към периферията, по-късно постепенно придобиват все по-ярък зелен цвят, докато накрая през есента се оцветяват в кафяво.